# Goianésia do Pará
Goianésia do Pará là một đô thị thuộc bang Pará, Brasil. Đô thị này có diện tích 7021,191 km², dân số năm 2007 là 27138 người, mật độ 3,87 người/km².